# يوشيميتسو موريتا
يوشيميتسو موريتا (باليابانية: 森田芳光؛ بالكانا: もりた よしみつ) هو كاتب سيناريو ومخرج ياباني، ولد في 25 يناير 1950 في تشيغاساكي في اليابان، وتوفي في 20 ديسمبر 2011 في طوكيو في اليابان بسبب فشل كبدي حاد.

## وصلات خارجية
- يوشيميتسو موريتا على موقع IMDb (الإنجليزية)
- يوشيميتسو موريتا على موقع روتن توميتوز (الإنجليزية)
- يوشيميتسو موريتا على موقع ألو سيني (الفرنسية)
- يوشيميتسو موريتا على موقع أول موفي (الإنجليزية)
- يوشيميتسو موريتا على موقع قاعدة بيانات الأفلام السويدية (السويدية)
- يوشيميتسو موريتا على موقع قاعدة بيانات الفيلم (الإنجليزية)
- يوشيميتسو موريتا على موقع كينوبويسك (الروسية)